# Foli
Foli is een plaats in de gemeente Svetvinčenat in de Kroatische provincie Istrië. De plaats telt 54 inwoners (2001).